# Poljot

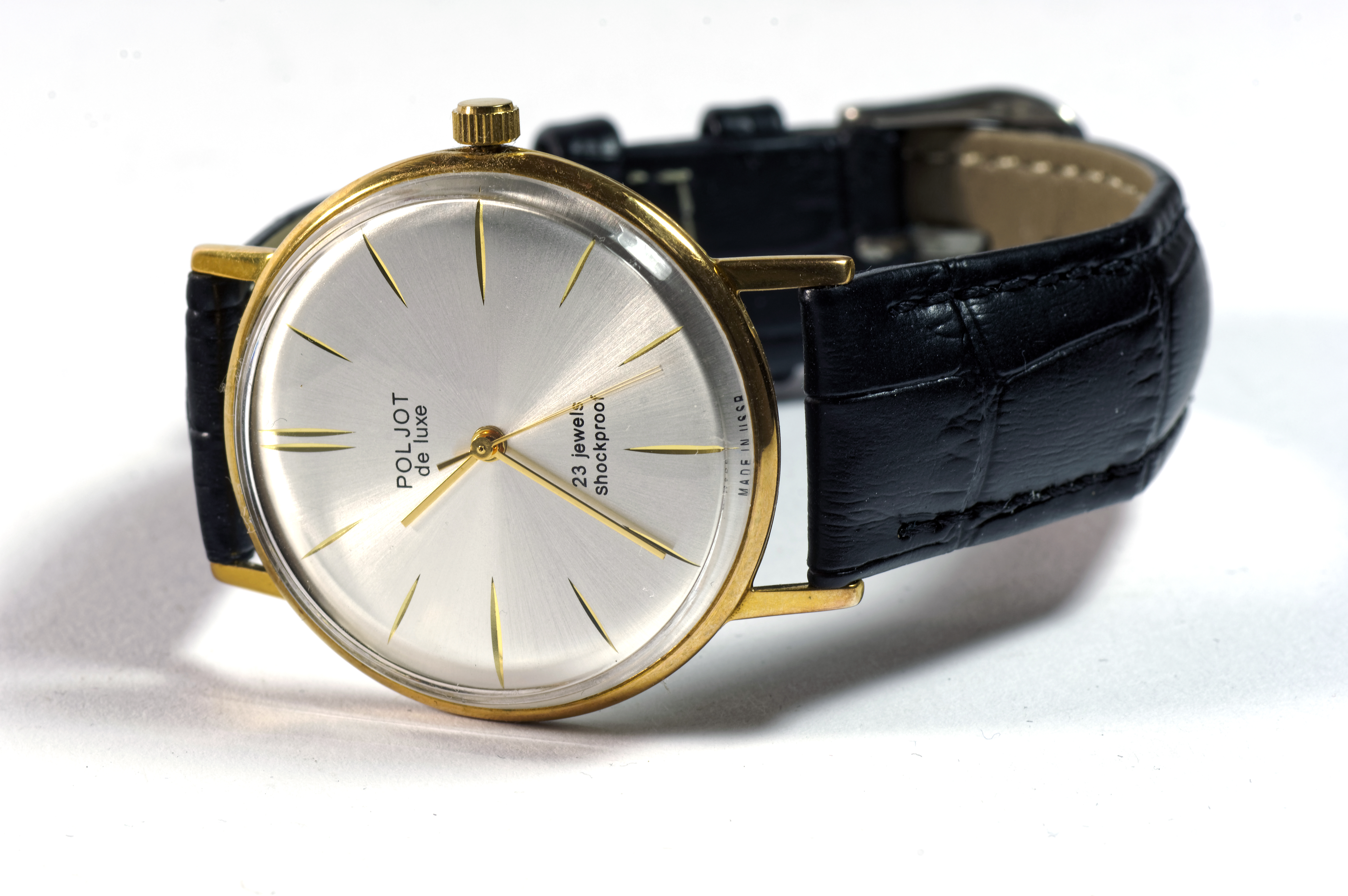
Handaufzugsuhr Poljot mit Sonnenschliffzifferblatt von 1970

Poljot (russisch Полёт – „der Flug“) war die bekannteste Uhrenmarke der aufgrund einer Insolvenz im Jahre 2004 abgewickelten ehemaligen Ersten Moskauer Uhrenfabrik und gleichzeitig der Beiname des Moskauer Werkes.

## Allgemeines

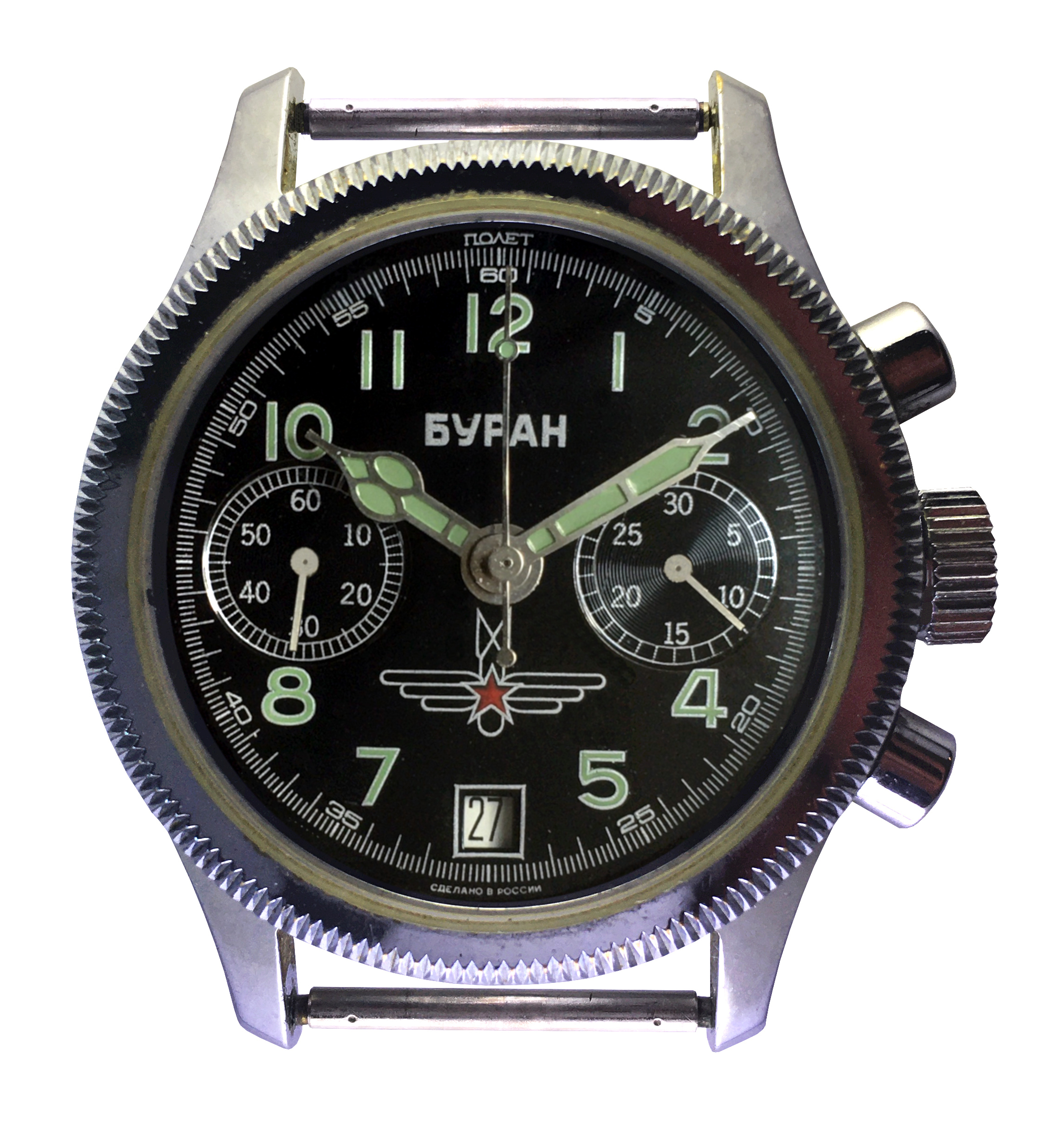
Ein Chronograph mit Handaufzug, Modell „Buran“

Die Erste Moskauer Uhrenfabrik stellte seit 1930 bis zur Insolvenz im Jahre 2004 vollmechanische Armbanduhren her. Seit dem 20. Dezember 1935 führte die Fabrik zu Ehren des Revolutionärs Sergei Mironowitsch Kirow den Namenszusatz Kirow. Eine von der Ersten Moskauer Uhrenfabrik hergestellte „Sturmanskie“ gelangte mit dem sowjetischen Kosmonauten Juri Gagarin am 12. April 1961 als erste Uhr ins Weltall. Im Jahr 1964 wurde deshalb zu Ehren des ersten Weltraumfluges das Moskauer Werk in Poljot (russisch Полёт ‚Flug‘) umbenannt.

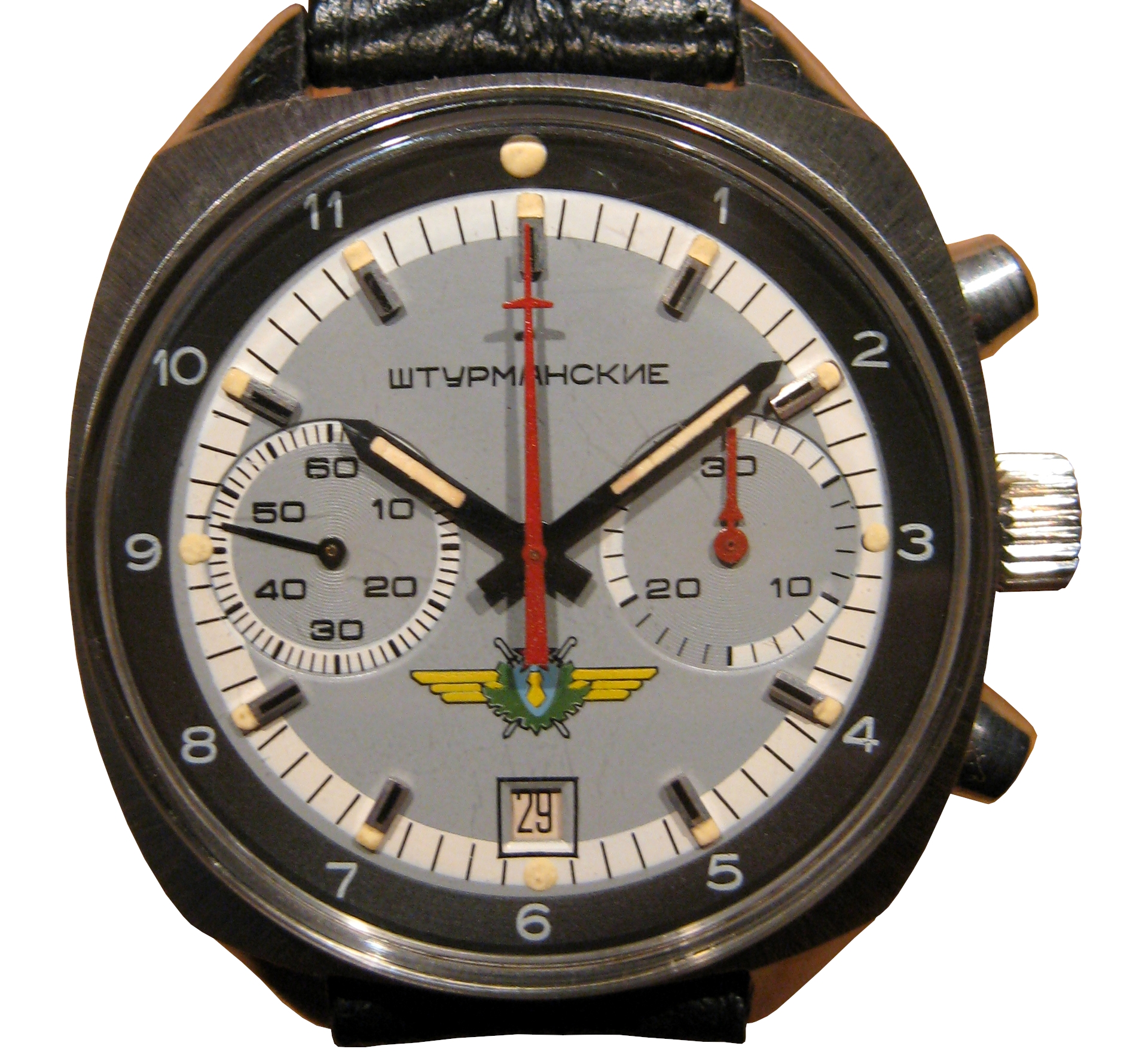
Poljot „Sturmanskie“

In den Uhren der Marke Poljot kamen verschiedene selbst hergestellte Uhrwerke zum Einsatz, wie bspw. das Chronographenkaliber 3133, das einfache Werk 2614, das Weckerkaliber 2612 oder das Automatikwerk 2416. Weiterhin wurde das Kaliber 2824 der ETA SA in automatischen Poljot-Uhren verbaut. Das Chronographenkaliber 3133 (auch mit Mondphasenanzeige als Kaliber 31679 und mit 24-Stunden Anzeige als Kaliber 31681 produziert) wird unter anderem auf ehemaligen Schweizer Maschinen produziert. Nach dem Aufkommen der Quarzuhren und der damit ausgelösten Quarzkrise wurden die Fertigungsmaschinen in den 1970er Jahren aus der Schweiz in die Sowjetunion veräußert.
Das Chronographenkaliber 3133 basierte auf einem ehemaligen Valjoux-Kaliber. Das Weckerkaliber 2612.2 basierte dagegen auf einem alten Venus-Kaliber. Darüber hinaus gab es auch Handaufzugskaliber und Spezialkaliber, bspw. mit 24-Stunden-Anzeige oder Tag/Nacht-Anzeige.
Nach dem Zusammenbruch des Ostblocks wurden in den 1990er Jahren und bis hin zur Insolvenz im Jahre 2004 auch Poljot-Uhren produziert, die sich im Design und Geschmacksmuster an denen etablierter westlicher Hersteller orientierten.
Nach der Insolvenz im Jahre 2004 wurden große Teile der Produktion von der Firma Maktime übernommen, die jedoch in 2011 selbst in Insolvenz ging. Seitdem werden keine der ehemals von der Ersten Moskauer Uhrenfabrik produzierten Poljot-Kaliber mehr hergestellt.

## Nutzung des Markennamens heute
Auch gegenwärtig werden immer noch zahlreiche Uhren von einer Vielzahl an Händlern als 'neu' und unter dem Markennamen Poljot angeboten. Häufig fehlen dabei die notwendigen Hinweise darauf, ob es sich lediglich um alte Lagerbestände bzw. ggf. um Imitate handelt. Ebenfalls fehlen häufig die Informationen zum Herstellungsort der Uhren.

## Eingetragene Markennamen
- Poljot
- Golden Poljot

## Veräußerte Markennamen
- Aviator (2004 an Volmax)
- Buran (2004 an Volmax)
- Sturmanskie (2004 an Volmax)